# HW Возничего
HW Возничего (лат. HW Aurigae) — двойная затменная переменная звезда типа Беты Лиры (EB) в созвездии Возничего на расстоянии (вычисленном из значения параллакса) приблизительно 29597 световых лет (около 9074 парсеков) от Солнца. Видимая звёздная величина звезды — от +13,3m до +12,6m. Орбитальный период — около 1,1774 суток.

## Характеристики
Первый компонент — жёлтая звезда спектрального класса G. Эффективная температура — около 5350 К.